# Kari Solem
Kari Solem-Aune, née le 1er décembre 1974 à Trondheim, est une ancienne handballeuse internationale norvégienne. Elle a principalement évolué au Byåsen IL et une saison au Borussia Dortmund.
Avec l'équipe de Norvège, elle participe notamment aux jeux olympiques de 1996 et a remporté trois médailles internationales.

## Palmarès

### En équipe nationale
- Médaille de bronze au Championnat d'Europe 1994
- 4e place aux Jeux olympiques de 1996
- Médaille d'argent au Championnat d'Europe 1996
- Médaille d'argent au Championnat du monde 1997

### En club
compétitions nationales
- championnat de Norvège (1) : 1998
- coupe de Norvège (1) : 1991